# Solenopsis rosella
Solenopsis rosella é uma espécie de formiga do gênero Solenopsis, pertencente à subfamília Myrmicinae.